# Стаускас, Ник
Николас Томас «Ник» Стаускас (англ. Nikolas Tomas "Nik" Stauskas; род. 7 октября 1993 года в Миссиссоге, Онтарио, Канада) — канадский профессиональный баскетболист, в последний раз выступавший за клуб  НБА «Бостон Селтикс».

## Биография
Родился в канадском городке Миссиссога (в провинции Онтарио) в семье с литовскими корнями.

## Карьера
Стаускас сыграл 2 сезона в NCAA, играя за команду университета Мичигана Мичиган Вулваринз. В конце сезона 2013/14 Стаускас выставил свою кандидатуру на драфт НБА. Ник был задрафтован в 2014 году командой «Сакраменто Кингз». Также Стаускас играл за баскетбольную сборную Канады на юношеском уровне.
После двух лет обучения в католической средней школе Лойола в Онтарио и участия в молодёжном чемпионате Америки до 16 лет 2009 года в составе сборной Канады, Стаускас переехал в Южный Кент, расположенный в штате Коннектикут. Он учился год в школе Южного Кента, но не играл в баскетбол из-за травмы бедра. Затем Ник перевелся в школу Святого Марка в Массачусетс, где учился и играл 2 года. Он привел свою команду к чемпионству в NEPSAC (в баскетбольном турнире для школьников) в 2012 году. Его назвали MVP финальной игры NEPSAC и включили в символическую сборную NEPSAC.
Будучи новичком в составе Мичиган Вулваринз, Стаускас вышел в стартовом составе команды уже в седьмой игре. Он был назван изданием Sports Illustrated новичком NCAA один раз, новичком недели в конференции Big Ten Conference — трижды и по версии USBWA, Стаускас вошёл в топ-12 лучших новичков NCAA. Во время мужского баскетбольного турнира первого дивизиона NCAA 2013 он вошёл в сборную игроков South All-Regional. Как второкурсник Стаускас назывался 4 раза баскетболистом недели конференции Big Ten в чемпионате конференции Big Ten в сезоне 2013/2014. Он также заработал признания как национальный игрок недели по мнению CBS Sports и USBWA. По окончании регулярного сезона он вошёл в состав мужской баскетбольной всеамериканской сборной NCAA 2014 и был назван баскетболистом года конференции Big Ten.

## Профессиональная карьера

### Бруклин Нетс (2017—2018)
7 декабря 2017 года Стаускас был обменян вместе с Джалилом Окафором и выбором второго раунда драфта 2019 года в «Бруклин Нетс» на Тревора Букера.
15 декабря 2017 года Стаускас в своём первом матче за «Бруклин Нетс» (против «Торонто Рэпторс») забил пять трёхочковых бросков. Тем самым он установил рекорд «Нетс» по количеству забитых бросков из-за дуги в дебютных поединках. Всего на счету Ника было 22 очка за 28 минут игрового времени.
27 декабря 2017 года в матче против «Нью-Орлеан Пеликанс» Стаускас забросил 7 трехочковых бросков, что стало рекордом франшизы Нетс по результативности среди игроков, выходящих со скамейки запасных.

### Портленд Трэйл Блэйзерс (2018—2019)
5 июля 2018 года Стаускас подписал контракт с «Портленд Трэйл Блэйзерс».
18 октября 2018 года в своем дебютном матче за «Трэйл Блэйзерс» Стаускас вышел со скамейки запасных и набрал 24 очка против «Лос-Анджелес Лейкерс».

### Кливленд Кавальерс (2019)
4 февраля 2019 года Стаускас был обменян в «Кливленд Кавальерс» вместе с Уэйдом Болдуином IV и двумя выборами  во втором раунде драфта на Родни Худа. Три дня спустя Стаускас был приобретен «Хьюстон Рокетс» в результате сделки с участием трех команд, в которой участвовали «Кавальерс» и «Сакраменто Кингз». Через несколько часов его снова обменяли, на этот раз в «Индиана Пэйсерс» вместе с Болдуином, выбором во втором раунде драфта 2021 года и правами на Маарти Льюнена в обмен на денежную компенсацию. 8 февраля «Пэйсерс» отчислили Стаускаса. 11 февраля Стаускас подписал контракт с «Кавальерс» до конца сезона.

### Баскония (2019—2020)
1 августа 2019 года Стаускас подписал однолетний контракт с клубом из чемпионата Испании по баскетболу и Евролиги «Баскония». 12 февраля 2020 года «Баскония» и Стаускас договорились о расторжении контракта.
3 декабря 2020 года Стаускас подписал контракт на тренировочный лагерь с «Милуоки Бакс». Бакс отчислили игрока по окончании тренировочного лагеря.

### Рэпторс 905 (2021)
27 января 2021 года Стаускас был включен в состав клуба Джи-Лиги НБА «Рэпторс 905» на сезон 2020/21.

### Гранд-Рапидс Голд (2021)
16 октября Стаускас подписал контракт с «Денвер Наггетс», но в тот же день его отчислили. Стаускас присоединился к «Гранд-Рапидс Голд» в качестве аффилированного игрока.

### Майами Хит (2021—2022)
31 декабря 2021 года Стаускас подписал 10-дневный контракт с «Майами Хит».

### Возвращение в Гранд-Рапидс (2022)
По истечении 10-дневного контракта Стаускас вернулся в «Гранд-Рапидс Голд».
1 марта 2022 года он набрал рекордные для франшизы 57 очков в матче против «Висконсин Хёрд». Вместе с этим рекордом, который стал шестым по результативности в истории Джи-Лиги НБА, он набрал рекордные для Джи-Лиги 38 очков в первой половине. В первой четверти этого матча Стаускас забил 9 из 9 бросков и набрал 24 очка, что стало второй по результативности четвертью со 100% точных попаданий в истории Джи-Лиги. На следующий день Стаускас набрал 43 очка в матче против «Лейкленд Мэджик», став вторым игроком в истории Джи-Лиги (после Расса Смита, набравшего 105 очков в марте 2016 года), набравшим не менее 100 очков в двух играх подряд, и первым, кто сделал это в бэк-ту-бэк играх.

### Бостон Селтикс (2022)
4 марта 2022 года Стаускас подписал двухлетний контракт с «Бостон Селтикс». Стаускас и «Селтикс» вышли в финал НБА 2022 года, где проиграли в 6 играх «Голден Стэйт Уорриорз».
9 июля 2022 года Стаускас был обменян вместе с Дэниелем Тайсом, Аароном Несмитом, Маликом Фиттсом, Джуваном Морганом и выбором первого раунда драфта 2023 года в «Индиана Пэйсерс» на Малкольма Брогдона. 14 июля «Пэйсерс» отчислили Стаускаса.
Права на Стаускаса в Джи-Лиге по-прежнему принадлежали «Гранд-Рапидс Голд», который обменял игрока в «Колледж-Парк Скайхокс».
26 августа 2022 года «Миннесота Тимбервулвз» приобрела права на Ника Стаускаса в Джи-Лиге в обмен на Криса Силву. После тренировочного лагера в составе «Тимбервулвз», Стаускасу не предложили контракт.

## Статистика

### Статистика в НБА
| Сезон                                                                                    | Команда     | Регулярный сезон | Регулярный сезон | Регулярный сезон | Регулярный сезон | Регулярный сезон | Регулярный сезон | Регулярный сезон | Регулярный сезон | Регулярный сезон | Регулярный сезон | Регулярный сезон | Серия плей-офф | Серия плей-офф | Серия плей-офф | Серия плей-офф | Серия плей-офф | Серия плей-офф | Серия плей-офф | Серия плей-офф | Серия плей-офф | Серия плей-офф | Серия плей-офф |
| Сезон                                                                                    | Команда     | GP               | GS               | MPG              | FG%              | 3P%              | FT%              | RPG              | APG              | SPG              | BPG              | PPG              | GP             | GS             | MPG            | FG%            | 3P%            | FT%            | RPG            | APG            | SPG            | BPG            | PPG            |
| ---------------------------------------------------------------------------------------- | ----------- | ---------------- | ---------------- | ---------------- | ---------------- | ---------------- | ---------------- | ---------------- | ---------------- | ---------------- | ---------------- | ---------------- | -------------- | -------------- | -------------- | -------------- | -------------- | -------------- | -------------- | -------------- | -------------- | -------------- | -------------- |
| 2014/15                                                                                  | Сакраменто  | 73               | 1                | 15,4             | 36,5             | 32,2             | 85,9             | 1,2              | 0,9              | 0,3              | 0,2              | 4,4              | Не участвовал  | Не участвовал  | Не участвовал  | Не участвовал  | Не участвовал  | Не участвовал  | Не участвовал  | Не участвовал  | Не участвовал  | Не участвовал  | Не участвовал  |
| 2015/16                                                                                  | Филадельфия | 73               | 35               | 24,8             | 38,5             | 32,6             | 77,1             | 2,5              | 1,9              | 0,6              | 0,3              | 8,5              | Не участвовал  | Не участвовал  | Не участвовал  | Не участвовал  | Не участвовал  | Не участвовал  | Не участвовал  | Не участвовал  | Не участвовал  | Не участвовал  | Не участвовал  |
| 2016/17                                                                                  | Филадельфия | 80               | 27               | 27,3             | 39,6             | 36,8             | 81,3             | 2,8              | 2,4              | 0,6              | 0,4              | 9,5              | Не участвовал  | Не участвовал  | Не участвовал  | Не участвовал  | Не участвовал  | Не участвовал  | Не участвовал  | Не участвовал  | Не участвовал  | Не участвовал  | Не участвовал  |
| 2017/18                                                                                  | Филадельфия | 6                | 0                | 7,5              | 25,0             | 0,0              | 100,0            | 0,2              | 0,2              | 0,7              | 0,0              | 0,7              | Не участвовал  | Не участвовал  | Не участвовал  | Не участвовал  | Не участвовал  | Не участвовал  | Не участвовал  | Не участвовал  | Не участвовал  | Не участвовал  | Не участвовал  |
| 2017/18                                                                                  | Бруклин     | 35               | 0                | 13,7             | 39,3             | 40,4             | 70,4             | 1,8              | 1,1              | 0,1              | 0,1              | 5,1              | Не участвовал  | Не участвовал  | Не участвовал  | Не участвовал  | Не участвовал  | Не участвовал  | Не участвовал  | Не участвовал  | Не участвовал  | Не участвовал  | Не участвовал  |
| 2018/19                                                                                  | Портленд    | 44               | 0                | 15,3             | 41,9             | 34,4             | 88,9             | 1,8              | 1,4              | 0,3              | 0,1              | 6,1              | Не участвовал  | Не участвовал  | Не участвовал  | Не участвовал  | Не участвовал  | Не участвовал  | Не участвовал  | Не участвовал  | Не участвовал  | Не участвовал  | Не участвовал  |
| 2018/19                                                                                  | Кливленд    | 24               | 0                | 14,2             | 36,7             | 42,9             | 89,3             | 2,0              | 0,8              | 0,3              | 0,1              | 5,5              | Не участвовал  | Не участвовал  | Не участвовал  | Не участвовал  | Не участвовал  | Не участвовал  | Не участвовал  | Не участвовал  | Не участвовал  | Не участвовал  | Не участвовал  |
| 2021/22                                                                                  | Майами      | 2                | 0                | 11,9             | 37,5             | 50,0             | 75,0             | 1,5              | 0,5              | 0,0              | 0,0              | 5,5              | Не участвовал  | Не участвовал  | Не участвовал  | Не участвовал  | Не участвовал  | Не участвовал  | Не участвовал  | Не участвовал  | Не участвовал  | Не участвовал  | Не участвовал  |
| 2021/22                                                                                  | Бостон      | 6                | 0                | 2,5              | 33,3             | 33,3             | 50,0             | 0,0              | 0,2              | 0,0              | 0,0              | 1,2              | 13             | 0              | 1,8            | 25,0           | 30,0           | 100,0          | 0,3            | 0,3            | 0,0            | 0,0            | 1,0            |
|                                                                                          | Всего       | 343              | 63               | 19,5             | 38,9             | 35,4             | 81,2             | 2,0              | 1,5              | 0,4              | 0,2              | 6,7              | 13             | 0              | 1,8            | 25,0           | 30,0           | 100,0          | 0,3            | 0,3            | 0,0            | 0,0            | 1,0            |
| Наведите курсор мыши на аббревиатуры в заголовке таблицы, чтобы прочесть их расшифровку. |             |                  |                  |                  |                  |                  |                  |                  |                  |                  |                  |                  |                |                |                |                |                |                |                |                |                |                |                |

### Статистика в колледже
| Сезон                                                                                   | Команда | GP | GS | MPG  | FG%  | 3P%  | FT%  | RPG | APG | SPG | BPG | PPG  |  |
| --------------------------------------------------------------------------------------- | ------- | -- | -- | ---- | ---- | ---- | ---- | --- | --- | --- | --- | ---- |  |
| 2012/13                                                                                 | Мичиган | 39 | 33 | 30,5 | 46,3 | 44,0 | 85,1 | 3,0 | 1,3 | 0,6 | 0,2 | 11,0 |  |
| 2013/14                                                                                 | Мичиган | 36 | 36 | 35,6 | 47,0 | 44,2 | 82,4 | 2,9 | 3,3 | 0,6 | 0,3 | 17,5 |  |
|                                                                                         | Всего   | 75 | 69 | 32,9 | 46,7 | 44,1 | 83,2 | 2,9 | 2,3 | 0,6 | 0,3 | 14,1 |  |
| Наведите курсор мыши на аббревиатуры в заголовке таблицы, чтобы прочесть их расшифровку |         |    |    |      |      |      |      |     |     |     |     |      |  |

### Статистика в других лигах
| Сезон                                                                                   | Команда   | Лига              | GP | GS | MPG  | FG%  | 3P%  | FT%  | RPG | APG | SPG | BPG | PPG |  |
| 2019/20                                                                                 | Все клубы | Все лиги          | 40 | 19 | 19,2 | 39,6 | 37,3 | 81,0 | 1,9 | 1,5 | 0,5 | 0,2 | 8,2 |  |
| 2019/20                                                                                 | Баскония  | Евролига          | 22 | 12 | 20,5 | 41,6 | 42,2 | 78,1 | 2,1 | 1,6 | 0,5 | 0,2 | 9,0 |  |
| 2019/20                                                                                 | Баскония  | Чемпионат Испании | 18 | 7  | 17,6 | 36,8 | 31,6 | 84,6 | 1,5 | 1,4 | 0,4 | 0,2 | 7,2 |  |
|                                                                                         |           | Всего             | 40 | 19 | 19,2 | 39,6 | 37,3 | 81,0 | 1,9 | 1,5 | 0,5 | 0,2 | 8,2 |  |
| Наведите курсор мыши на аббревиатуры в заголовке таблицы, чтобы прочесть их расшифровку |           |                   |    |    |      |      |      |      |     |     |     |     |     |  |